# Bottino di guerra
Bottino di guerra (The Fortune of War) è un romanzo del 1979 di Patrick O'Brian. Costituisce il sesto capitolo della serie che vede protagonisti i personaggi Jack Aubrey e Stephen Maturin.

## Trama
1812. Giunti a Batavia con la nave Leopard ridotta in uno stato pietoso, Jack Aubrey e Stephen Maturin si imbarcano sulla Fléche, una piccola nave da 20 cannoni molto veloce che, inadatta per compiti di squadra, funge da "postale da combattimento" tra il Sud-Est Asiatico e Londra, dove Jack dovrebbe prendere il comando della nuova fregata pesante Blackwater. Ma un incendio a bordo in pieno Atlantico li riduce a naufraghi insieme a pochi altri compagni scampati su una scialuppa. Dopo giorni difficili nei quali la fame vince anche le convenzioni più radicate, vengono raccolti da una fregata da 36 cannoni, la Java, che trasporta un generale britannico ed il suo seguito. Qui apprendono che la guerra contro gli Stati Uniti è scoppiata e una fregata inglese (la Guérriere) è stata battuta e catturata.
Arrivati nei pressi delle Antille, l'incontro con la USS Constitution, una fregata pesante da 44 cannoni, conduce allo scontro e alla sconfitta. I superstiti vengono presi prigionieri e Jack, ferito gravemente, viene portato a Boston; Stephen lo segue per curarlo, rifiutandosi di essere liberato sulla parola insieme con gli altri prigionieri. Jack, come ex comandante della Leopard, è sospettato di aver avuto parte nell'incidente con la USS Chesapeake del 1810, anche se all'epoca era imbarcato altrove. Anche Stephen attira l'attenzione per i suoi diari cifrati, che mescolano osservazioni naturalistiche, commenti privati e fatti legati alla sua attività nel Servizio Informazioni della Royal Navy.
Una volta a Boston, sono fatti oggetto delle pericolose attenzioni del servizio segreto francese (Stephen), oltre che della giustizia americana (Jack). Mentre quest'ultimo è ricoverato in una clinica Stephen, libero di girare per la città, incontra la prigioniera della Leopard e, tramite questa, Diana Villiers, da lui amata ma da lei corrisposto in modo altalenante. Diana è nel frattempo divenuta l'amante di Johnson, uomo dei servizi segreti americani, ma sta per essere messa da parte e vorrebbe fuggire dal pericoloso e possessivo Johnson.
Stephen risece a sfuggire ad un rapimento, avvia dei contatti con un imprenditore americano che aveva con lui un debito di riconoscenza e, dopo aver ucciso due agenti francesi, si dà alla fuga con Diana e Jack su una barchetta sperando di essere raccolti dalle navi inglesi che bloccano il porto. Così è, ma la nave che li raccoglie, la fregata Shannon da 38 cannoni, comandata da Philip Vere Broke, vuole un duello con una nave americana per riscattare l'onore della Royal Navy dopo tre sconfitte sul mare. È il 1º giugno 1813.
Ancora una volta quindi Jack affronta un combattimento con la certezza che questa volta, in caso di sconfitta, per tutti e tre vi saranno conseguenze estreme. La Shannon cannoneggia, abborda e cattura la Chesapeake, il cui comandante Lawrence muore in combattimento; anche il capitano Broke viene gravemente ferito, ma la Shannon entra trionfante nel porto canadese di Halifax con la sua preda.

## Riferimenti storici
La battaglia tra la Shannon e la Chesapeake è vera, così come la data, i nomi dei capitani e le sconfitte delle tre fregate inglesi (la terza è la Macedonian), oltre che di due corvette-brigantino (Frolic e Peacock), durante la guerra del 1812.

## Edizioni
- Patrick O'Brian, Bottino di guerra, traduzione di Paola Merla, Longanesi, 1999,  p. 324, ISBN 88-304-1519-7.